# Kim de l'Horizon
Kim de l'Horizon, seudónimo de Dominik Holzer (Ostermundigen, cerca de Berna; 9 de mayo de 1992) es el seudónimo de una un escritor de prosa y obras teatrales. Su novela Blutbuch fue galardonada en 2022 con el Premio del Libro suizo y el alemán.

## Biografía
Dominik Holzer nació en Ostermundigen, y siguió educación secundaria en Winterthur.  A partir de 2012 estudió filología alemana y cine en Zúrich. Continuó su formación en escritura literaria en el Instituto de Literatura de Biel, donde se graduó en el año 2020. Dominik comenzó a usar el seudónimo Kim de l'Horizon, un anagrama de su nombre y apellido legales.
Posteriormente, se inscribió en el máster en Transdisciplinariedad de la Universidad de Bellas Artes de Zúrich. De l'Horizon forma parte del equipo de redacción de la revista de literatura Delirium. En 2017 realizó la adaptación de la obra Wie eine Barke das Meer aus Testosteron durchpflügen ('Surcar el mar de testosterona como una barca') para la compañía de teatro e0b0ff, basándose en el cuento de Roberto Bolaño Putas asesinas. Kim de l'Horizon también actuó en la obra y fue responsable del vestuario. En la temporada 2021 2022 asumió la autoría del programa promocional Stück Labor en el Teatro de Berna.
Kim de l'Horizon ganó numerosos premios, entre ellos, los concursos Treibhaus y OpenNet de las Jornadas Literarias de Soleura en la categoría de prosa en 2015, el concurso Textstreich en lírica y el premio Dramenprozessor de 2020 del Teatro Winkelwiese. También ganó un concurso de cortometrajes del periódico Hannoversche Allgemeine Zeitung. La Fundación Ernst Göhner concedió a de l'Horizon una beca para artistas en formación.
Kim de l'Horizon indica en una biografía ficticia que su año de nacimiento es 2666, que hace alusión a la novela de Bolaño 2666.

## Blutbuch
De l'Horizon fue premiada en 2022 por su debut novelístico con Blutbuch ('Libro de sangre'), una autoficción, con el premio de literatura de la Fundación Jürgen Ponto y el Premio del Libro Alemán.
En la ceremonia de entrega en Fráncfort del Meno, de l'Horizon mostró su agradecimiento a su madre con una declaración de amor, cantó a capela la canción «Nightcall» de Kavinsky y se rapó el pelo como gesto de solidaridad con las mujeres de Irán («este premio no es solamente para mí»). Mientras que de l'Horizon celebraba su debut, recibió muchos ataques hacia su persona, especialmente, a través de Internet.
De l'Horizon habló en un escrito para el Neue Zürcher Zeitung sobre las agresiones físicas y verbales a partir de dos hechos concretos que sucedieron ese mismo día. La editorial proporcionó guardaespaldas a de l'Horizon durante la Feria del Libro de Fráncfort porque recibió ataques por ser queer.